# Death Wish 4: The Crackdown
Death Wish 4: The Crackdown (bra: Desejo de Matar 4 - Operação Crackdown; prt: O Exterminador da Noite) é um filme policial americano de 1987, dirigido por J. Lee Thompson e protagonizado por Charles Bronson.
Este filme teve uma seqüência: Death Wish V: The Face of Death, e teve previamente os filmes Death Wish, Death Wish II e Death Wish 3.

## Sinopse
O arquiteto Paul Kersey (Charles Bronson) continua a ser perseguido pelo seu violento passado como o desconhecido vigilante matador, um homem que tomou a lei em suas mãos ao executar impiedosamente os matadores de sua mulher e filha, Kersey está de volta a Los Angeles e trabalha em um grande escritório de arquitetura. Ele namora a jornalista Karen Sheldon (Kay Lenz), cuja filha adolescente, Erica (Dana Barron), morre de uma overdose de cocaína. Kersey segue silenciosamente Randy Viscovich (Jesse Dabson), namorado de Erica, que confronta o traficante Jojo Ross (Héctor Mercado), ameaçando entregá-lo à polícia, e acaba morto pelo mesmo. Kersey persegue e mata Jojo. Logo depois, o vigilante é contratado pelo misterioso publicitário Nathan White (John P. Ryan), que o incumbe de derrotar Zacharias e Romero, os dois maiores cartéis de drogas de Los Angeles, no intuito de limpar as ruas da cidade.

## Elenco
- Charles Bronson como Paul Kersey
- Kay Lenz como Karen Sheldon
- John P. Ryan como Nathan White
- Perry Lopez como Ed Zacharias
- George Dickerson como Detetive Sid Reiner
- Soon-Tek Oh como Detetive Phil Nozaki (como Soon-Teck Oh)
- Dana Barron como Erica Sheldon
- Jesse Dabson como Randy Viscovich
- Peter Sherayko como Nick Franco
- James Purcell como Vince Montono
- Michael Russo como Danny Moreno
- Danny Trejo como Art Sanella
- Daniel Sabia como Al Arroyo
- Mike Moroff como Jack Romero
- Dan Ferro como Tony Romero